# 유라쿠초역
유라쿠초역(일본어: 有楽町駅 유라쿠초에키[*])은 일본 도쿄도 지요다구에 위치한 동일본 여객철도와 도쿄 지하철의 철도역이다.
도쿄 지하철 히비야 선, 도쿄 지하철 지요다 선 및 도쿄 도 교통국 지하철 미타 선의 히비야 역과의 환승역이며, 환승역으로 취급되지는 않지만 도쿄 지하철 긴자 선 및 도쿄 지하철 마루노우치 선의 긴자 역이 가까운 위치에 있다.

## 역 구조

### 동일본 여객철도
2면 4선의 승강장이 있는 고가역이다. 바깥의 2선을 게이힌 도호쿠 선의 열차가 사용하고 있고, 안쪽 2선을 야마노테 선의 열차가 사용하고 있다. 게이힌 도호쿠 선의 쾌속전철은 이 역을 통과 한다.
승강장에 설치된 에스컬레이터와 엘리베이터는 주오 출입구와 주오니시 출입구 방향으로 연결되어 있다.
플랫폼 상의 출구와 환승 안내 표지판에는 연락 운수 대상이 아닌 도쿄 지하철의 긴자 선과 마루노우치 선의 긴자 역을, 연락 운수가 되고 있는 유라쿠초 선과 같이 안내하고 있다.
위치상으로 도쿄역의 게이요 선 승강장과 비교적 가깝다. 도쿄역은 구조상 야마노테 선 승강장 등이 위치한 지상 본체와 게이요 선 승강장이 있는 게이요 지하역 부분과는 상당히 멀기 때문에, 이 역에서 게이요 선으로 환승할 수 있는 특례가 적용된다. 다만 유라쿠초 - 도쿄 구간이 있는 승차권을 소지하고, 개찰구에서 게이요 선으로의 환승 의사를 밝혀야 하며, 유라쿠초 역의 교바시 출입구, 도쿄역의 게이요 지하 야에스 출입구 및 게이요 지하 마루노우치 출입구만 이용해야하는 조건이 있다.

#### 승강장
↑ 도쿄 · 다카다노바바 · 오미야 방면
| １２ | | ３４ | | | | |
↓ 신바시 · 신주쿠 · 요코하마 · 오후나 방면
| 1 | 게이힌 도호쿠 선 | 북행     | 도쿄 · 우에노 · 아카바네 · 오미야 방면                  |
| 2 | 야마노테 선      | 내선순환 | 도쿄 · 우에노 · 닛포리 · 이케부쿠로 · 다카다노바바 방면 |
| 3 | 야마노테 선      | 외선순환 | 신바시 · 시나가와 · 시부야 · 신주쿠 방면                |
| 4 | 게이힌 도호쿠 선 | 남행     | 신바시 · 시나가와 · 가와사키 · 요코하마 · 오후나 방면   |

### 도쿄 지하철
1면 2선의 섬식 승강장이 있는 지하역이다. 히비야 선, 지요다 선, 미타 선의 히비야 역과 연락되며, 동일 역으로 취급된다. 단, 환승하는 경우, 개찰구를 나갈 필요가 있다.
승강장 중앙에 엘리베이터도 설치되어 있으나 엘리베이터의 반대편에는 엘리베이터 전용으로 된 단독 개찰구가 설치되어 있다.
에스컬레이터가 설치된 계단의 중간에는 긴자 1초메 방향으로는 역무실이, 사쿠라다몬 방향으로는 화장실이 각각 설치되어 있다. 또, 도쿄 국제 포럼 방향의 D5 출입구에는 엘리베이터가 없는 대신 휠체어 대응 관련 기기가 설치되어 있다.

#### 승강장
↑ 긴자 1초메 · 신키바 방면
| １２ |
↓ 사쿠라다몬 · 와코시 방면
| 1 | 유라쿠초 선 | 하행 | 긴자 1초메 · 쓰키시마 · 도요스 · 신키바 방면            |
| 2 | 유라쿠초 선 | 상행 | 사쿠라다몬 · 이케부쿠로 · 와코시 · 신린코엔 · 한노 방면 |

## 역 주변
- 닛폰 방송
- 유라쿠초 이토시아
- 히비야 공원
- 히비야 역 - 도쿄 지하철 히비야 선, 도쿄 지하철 지요다 선 및 도쿄 도 교통국 지하철 미타 선

## 역사

### 동일본 여객철도·일본국유철도
- 1910년 6월 25일 - 일본국유철도 도카이도 본선 역으로 개업. 당시 게이힌 전차라고 불리던 열차에 한하여 정차.
- 1945년 1월 27일 - 전쟁에 의해 역사 일부 소실.
- 1972년 3월 15일 - 수하물 취급 중지.
- 1987년 4월 1일 - 일본국유철도 분할 민영화에 의하여 동일본 여객철도로 인계.
- 2001년 11월 18일 - Suica 카드 공용 개시.

### 도쿄 메트로 (구 제도고속교통영단)
- 1964년 8월 29일 - 영단 지하철 히비야 선 히비야 역 개업.
- 1971년 3월 20일 - 영단 지하철 지요다 선 히비야 역 개업.
- 1972년 6월 30일 - 도영 지하철 미타 선 히비야 역 개업.
- 1974년 10월 30일 - 영단 지하철 유라쿠초 선의 역으로 개업하여 히비야 역과의 환승 업무 개시.
- 2004년 4월 1일 - 영단 지하철 민영화에 따라서 도쿄 메트로로 인계.
- 2007년 3월 18일 - PASMO 카드 공용 개시.

## 인접역
| 동일본 여객철도 도카이도 본선 | 동일본 여객철도 도카이도 본선 | 동일본 여객철도 도카이도 본선 |
| ----------------------------- | ----------------------------- | ----------------------------- |
| JK 26 도쿄 오미야 방면        | 게이힌 도호쿠 선 각역정차     | 신바시 JK 24 오후나 방면      |
| JY 01 도쿄 내선 순환          | 야마노테 선                   | 신바시 JY 29 외선 순환        |
| 도쿄 지하철 8호선             |                               |                               |
| Y-13 이다바시 도코로자와 방면 | S-train                       | 도요스 Y-22 도요스 방면       |
| Y-17 사쿠라다몬 와코시 방면   | 유라쿠초 선                   | 긴자 1초메 Y-19 신키바 방면   |